# Riu Amazones
L'Amazones és un riu d'Amèrica del Sud que neix als Andes i desemboca a l'oceà Atlàntic després de travessar el Perú i Brasil. Amb 175.000 m³/s de cabal mitjà a la desembocadura, és el riu més important de la Terra. Una expedició de científics, segons informa la BBC (2007), posa en dubte el que fins aleshores es creia: que el riu Nil és més llarg del món. En cas de confirmar-se, l'Amazones seria el riu més llarg del món, amb uns 6.800 km. Tot i així, si es consideren certs afluents de naixement interior andí, la llargada total és d'uns 7.200 km. La seva conca, de 6.915.000 km² és també la més grossa de la Terra: abraça el 40% de Sud-amèrica. Tot i néixer a 5.597 m, el riu es caracteritza durant bona part del recorregut pel seu poc pendent; baixa només 60 m als darrers 3.000 km de recorregut. Bona part de la conca amazònica està coberta per una selva coneguda com a Amazònia.

## Toponímia
Abans de la conquesta, el riu no tenia un nom únic, sinó que els indígenes l'anomenaven indistintament en les diferents seccions amb noms com Paranaguazú ('Gran parent del mar'), Guyerma, Solimões, etc. El 1500, Vicente Yáñez Pinzón, comandant d'una exploració espanyola, es va convertir en el primer europeu a aventurar-se pel riu i després descobrir que les seves aigües eren navegables i es podien beure. Pinzón va anomenar el curs d'aigua riu de Santa Maria de la Mar Dolça, que finalment va ser abreviat a Mar Dolça (nom que també es va donar en aquelles èpoques al riu de la Plata).
Durant anys posteriors al 1502 també se'l va conèixer com el Río Grande i com l'Orellana. Els companys de Pinzón va batejar la desembocadura com el riu Marañón, paraula de probable origen indígena. És possible també que el nom derivi de l'espanyol maraña, en representació de les enormes dificultats que aquells mariners va trobar-se en explorar l'àrea. Altres fonts asseguren que el nom del riu deriva del fet que els mariners, en comprovar que no podien veure's d'un costat a l'altre del riu, es preguntaven en llatí: Mare an non? (Mar o no?). En tot cas, la designació ha persistit fins als nostres dies a l'estat brasiler de Maranhão i en el riu homònim del Perú.
El mot Amazones prové del riu de les Amazones, mot donat al Marañón per Francisco Orellana després d'enfrontar-se a una ètnia local en la qual tant els homes com les dones es defensaven per igual. Orellana va agafar el nom de la mitologia grega, concretament del mite de les guerreres amazones d'Àsia i Àfrica, narrat per Heròdot i Diodor. No obstant això, és molt probable que la paraula "Amazones" fos una deformació per fals amic paronomàsic d'una paraula indígena que tenia una pronunciació, per als espanyols, semblant a "Amazones", paraula indígena que significava "trencador d'embarcacions"; això especialment entre els marayoara, que podien observar l'important pororoca que aquest riu provoca en contactar a la desembocadura amb l'oceà Atlàntic.

## Longitud del curs

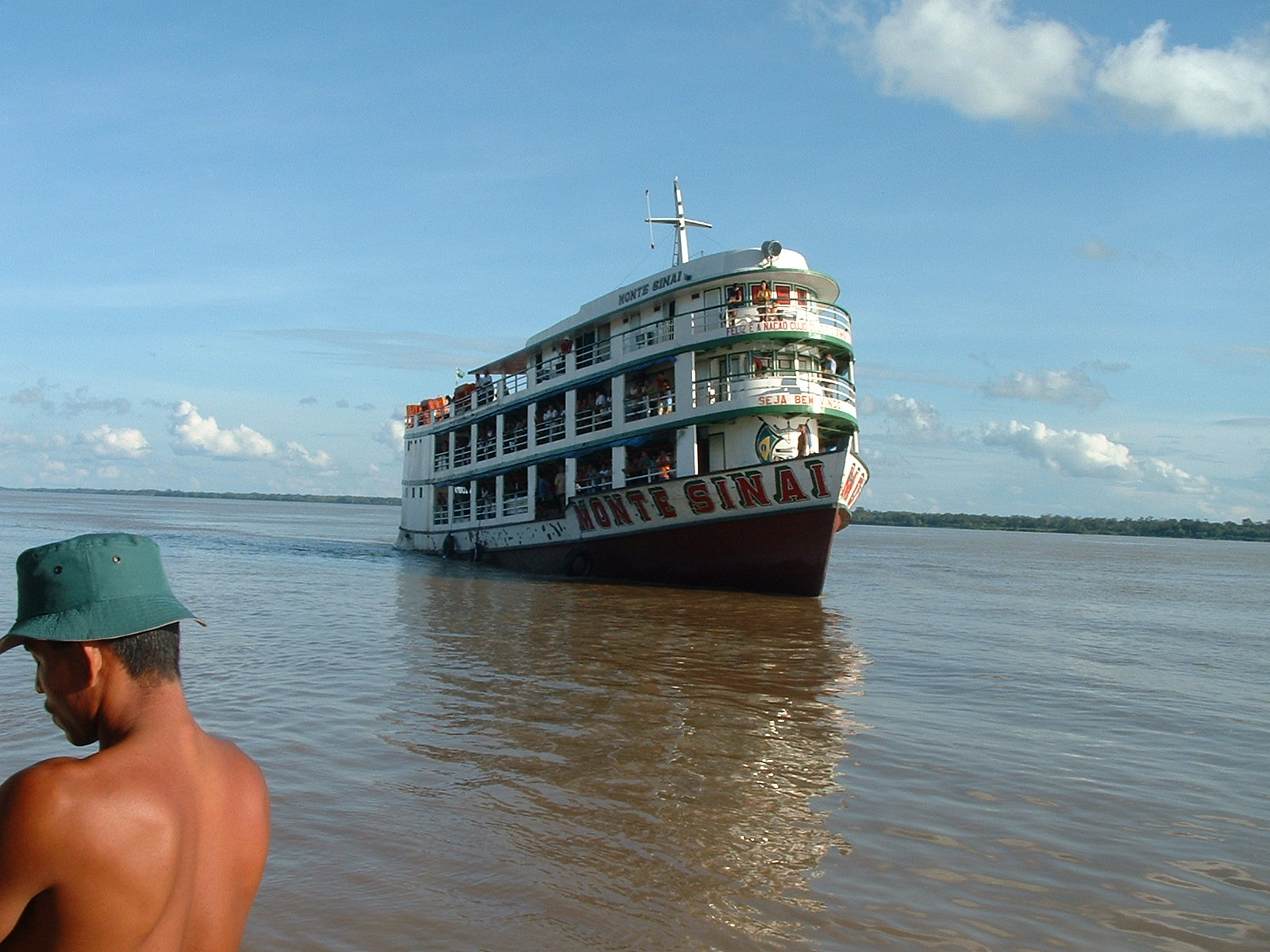
Navegació per l'Amazones

Tradicionalment s'assigna a l'Amazones el segon lloc en longitud total, darrere del Nil a l'Àfrica, tot i que no existeix un consens generalitzat sobre quins són els punts de mesurament acceptables. Les últimes investigacions, però, afegeixen uns 740 km al curs del riu i, per tant, això el convertiria definitivament en el riu més llarg del món.
Segons les mesures més conservadores, el riu té uns 6.762 km de llarg. No obstant això, una expedició peruanobrasilera que acabà les seves tasques el juny de 2007, en calculà 6.800 km. Presenta seccions de gran variabilitat en el curs. A la desembocadura la distància d'una riba a una altra és de prop de 330 quilòmetres, mesurats entre el cap del Nord i el Punt Patijoca i incloent-hi l'illa Marajó (pronunciada com a Maraŷó), de la mida de Dinamarca i el delta del riu Pará (tram final del riu Tocantins), d'uns 60 km d'ample. La distància de les boques de l'Amazones, formades per una espècie de delta dissimulat per l'acció de les marees i els corrents marins, és d'uns 100 km aproximadament.
Actualment, basant-se en recents informes d'investigacions, la Sociedad Geográfica de Lima, amb el suport per part d'entitats de la comunitat científica internacional, va posar fi a la polèmica sobre l'origen del riu Amazones, en determinar que neix als Andes del sud del Perú i que és el més llarg del món, superior al riu Nil en més de 40 quilòmetres.
Des del seu naixement a la quebrada Apacheta, als peus del Nevado Mismi al departament d'Arequipa, a 5.150 metres d'altitud, fins a la desembocadura a l'oceà Atlàntic després de recórrer el Perú i Brasil, arriba fins a una longitud de 7.062 kilòmetres.
Això el fa uns 391 kilòmetres més llarg que el Nil a l'Àfrica, que s'estén al llarg de 6.671 km, segons va dir l'expert Zaniel Novoa, de la Sociedad Geográfica de Lima, i el periodista i explorador polonès Jacek Palkiewicz, que el 1996 va encapçalar una expedició multinacional a la font de l'Amazones.
Es va arribar a establir aquesta mesura, que al cap de 12 anys va ser validada per importants entitats de la comunitat científica internacional. Entre elles figuraven la Societat Geogràfica de Londres, l'Acadèmia de les Ciències de Rússia i l'Institut Brasiler de Pesquises Especials.

## Pororoca
Seguint la costa, lleugerament al nord del cap del Nord i durant 160 quilòmetres, existeix un cinturó d'illes semisubmergides i bancs de fang superficials. D'aquesta particular geografia, on la profunditat no supera els 7 metres, neix el fenomen conegut com la pororoca, una marajada que avança amb una remor d'intensitat creixent, d'uns 15 a 25 km/h, formant una paret d'aigua d'1,5 a 4 metres d'alçada. Aquesta dinàmica és la raó de l'absència de delta anteriorment mencionada: l'oceà arrossega ràpidament, durant el reflux o baixamar, el gran volum de fang acumulat i impedeix parcialment la formació d'illes intermèdies.

## Història

### Presència humana ameríndia

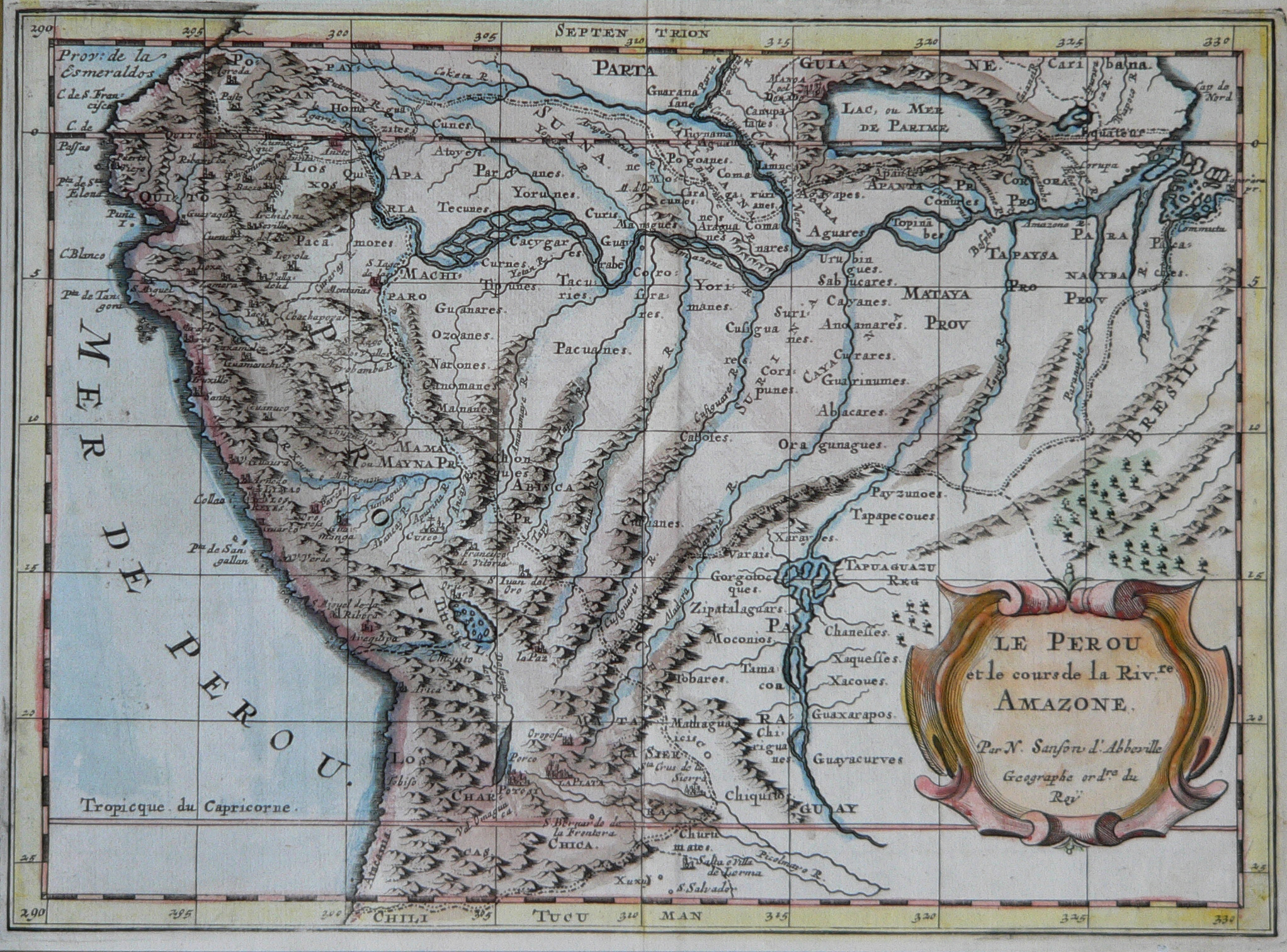
Mapa de Nicolas Sanson d'Abbeville (1600–1667)

Les ribes de l'Amazones i els seus afluents tenen una llarga història d'assentaments humans. A l'interior del bosc plujós de l'Amazones existiren societats sedentàries. Moltes d'aquestes poblacions vivien al llarg dels rius, on tenien mitjà de transport, pesca i sòls fèrtils que creaven amb la "terra negra", de gran fertilitat en planes d'inundació que empraven per a l'agricultura. Amb tot, durant els primers anys de l'arribada dels europeus els assentaments indígenes veieren disminuir la seva població en un 90%, a causa de la transmissió de malalties noves en aquelles terres.

### Exploració europea
El primer europeu que navegà pels voltants de l'estuari de l'Amazones fou Amerigo Vespucci el 1499. Després els castellans Vicente Yáñez Pinzón i Diego de Lope exploraren les illes que se'n troben a l'estuari.
El primer descens de l'Amazones des de la serralada dels Andes per part dels europeus va ser realitzat per Francisco Orellana el 1541. El primer ascens del riu, també per part d'un europeu, va ser realitzat el 1638 per Pedro Teixeira, portuguès, que va invertir la ruta d'Orellana i va arribar a Quito a través del riu Napo. Va retornar el 1639 amb els pares jesuïtes Acuna i Artieda, delegats del virrei del Perú per acompanyar Teixeira.
Francisco de Orellana va partir de Guayaquil el 4 de febrer de 1541; va arribar a Quito i reorganitzà la seva caravana conformada per 23 soldats. Orellana i els seus soldats van sostenir diversos combats amb les agressives tribus que li sortien al pas, i patiren així diversos contratemps.
En passar el temps, dia a dia els expedicionaris anaven morint, les provisions s'anaven esgotant, fins al punt de no tenir ni on dormir. Era ja desembre i a la majoria dels expedicionaris es van adonar que l'expedició no arribaria al lloc que buscava i es van començar a amotinar. Però fou tanta la fe i la perseverança, que el 12 de febrer de 1542, es descobreix l'immens riu mar.
El nom de «riu de les Amazones» va ser forjat per Francisco Orellana després d'haver combatut amb unes intrèpides i guerreres dones, amb les quals va combatre el 24 de juny de 1542.

## Fonts i recorregut

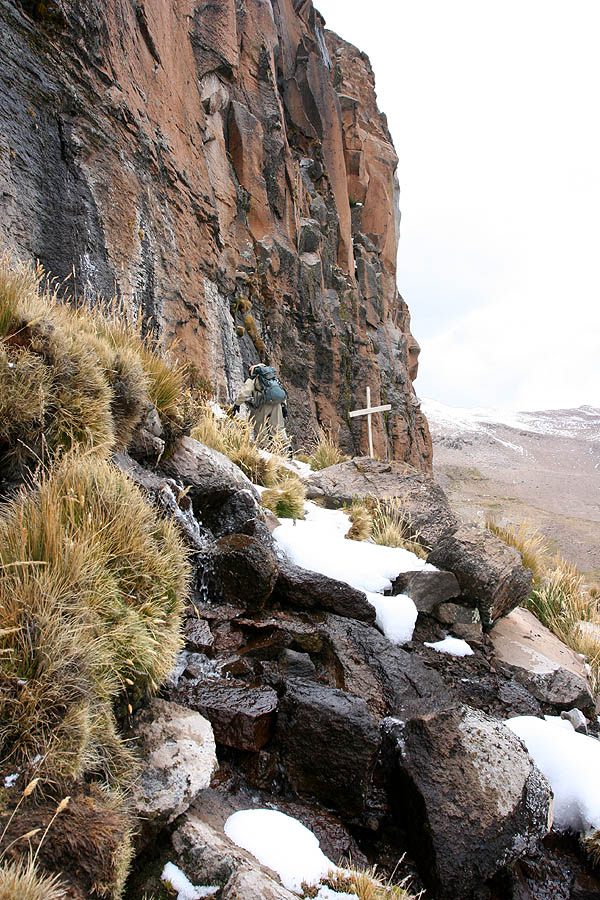
L'Amazones neix en una quebrada al peu del Nevado Mismi, punt marcat amb una creu de fusta

### Extensió de la conca i la seva retroalimentació pluvial

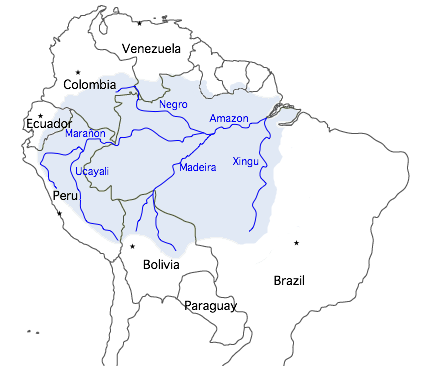
Curs de l'Amazones, alguns afluents i extensió aproximada de la seva conca.

### Dinàmica al·luvial

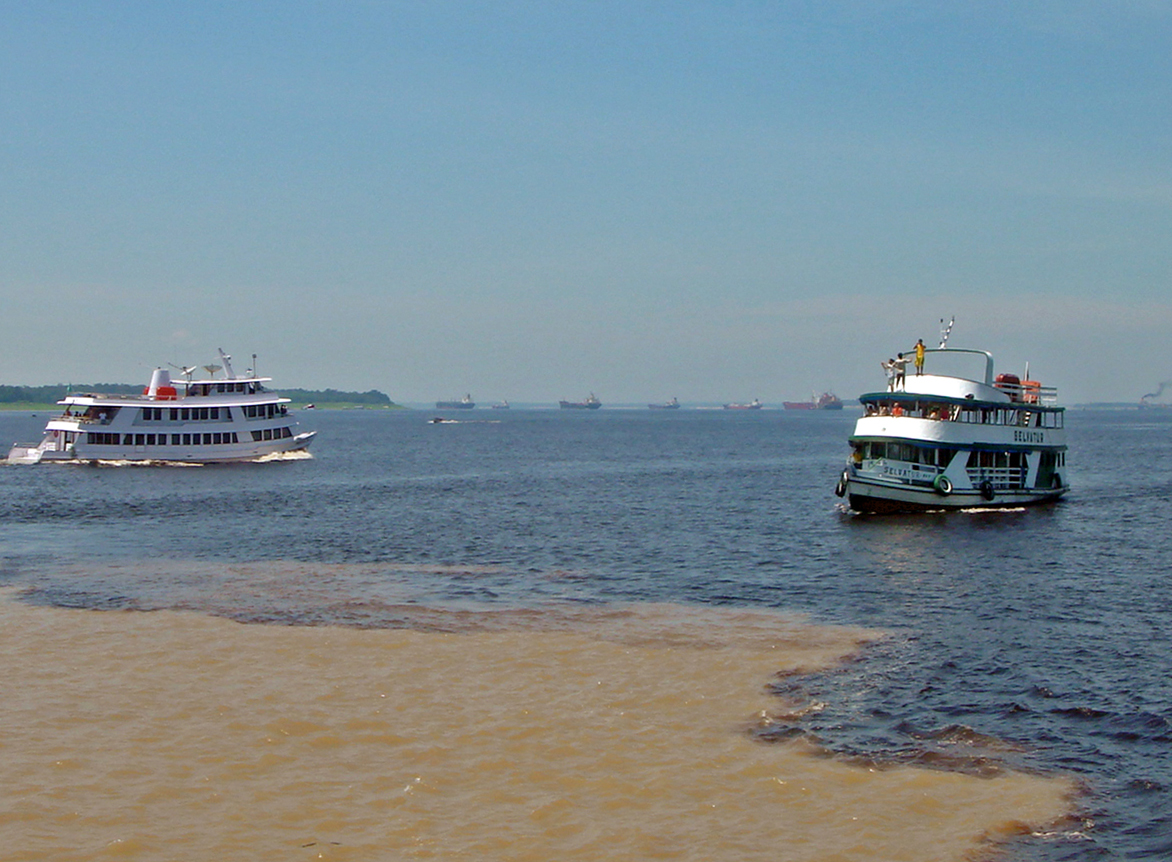
La "Trobada de les Aigües", prop de Manaus, és la confluència del riu Negro, d'aigües més fosques, amb el riu Solimões (com s'anomena el riu Amazones al Brasil en aquest tram), d'aigües més clares.

### Fauna i flora

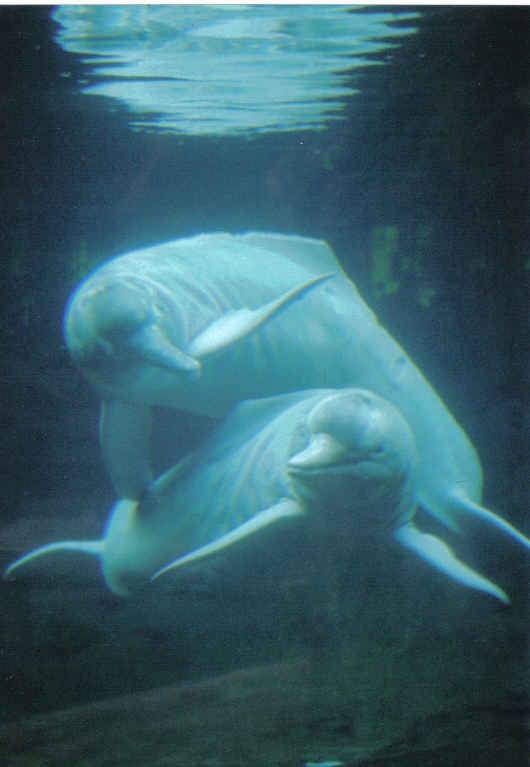
Dofins rosats únics de l'Amazones.

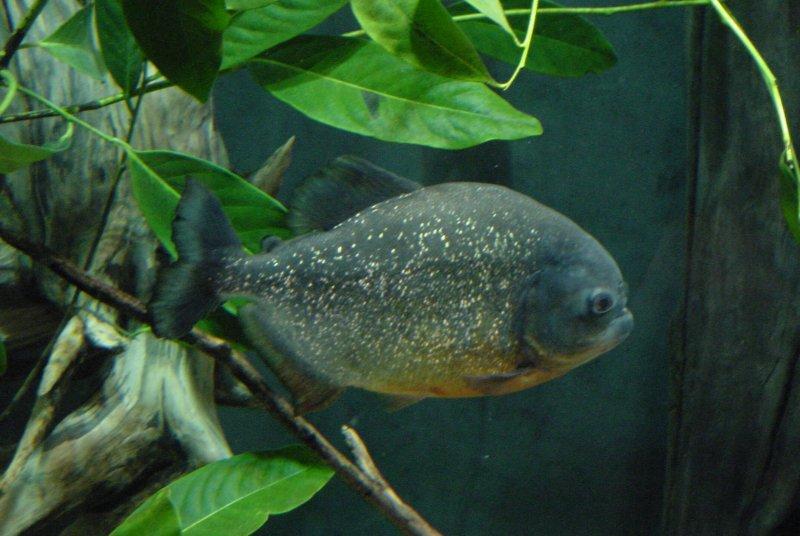
Piranya.

### Carretera Transamazònica

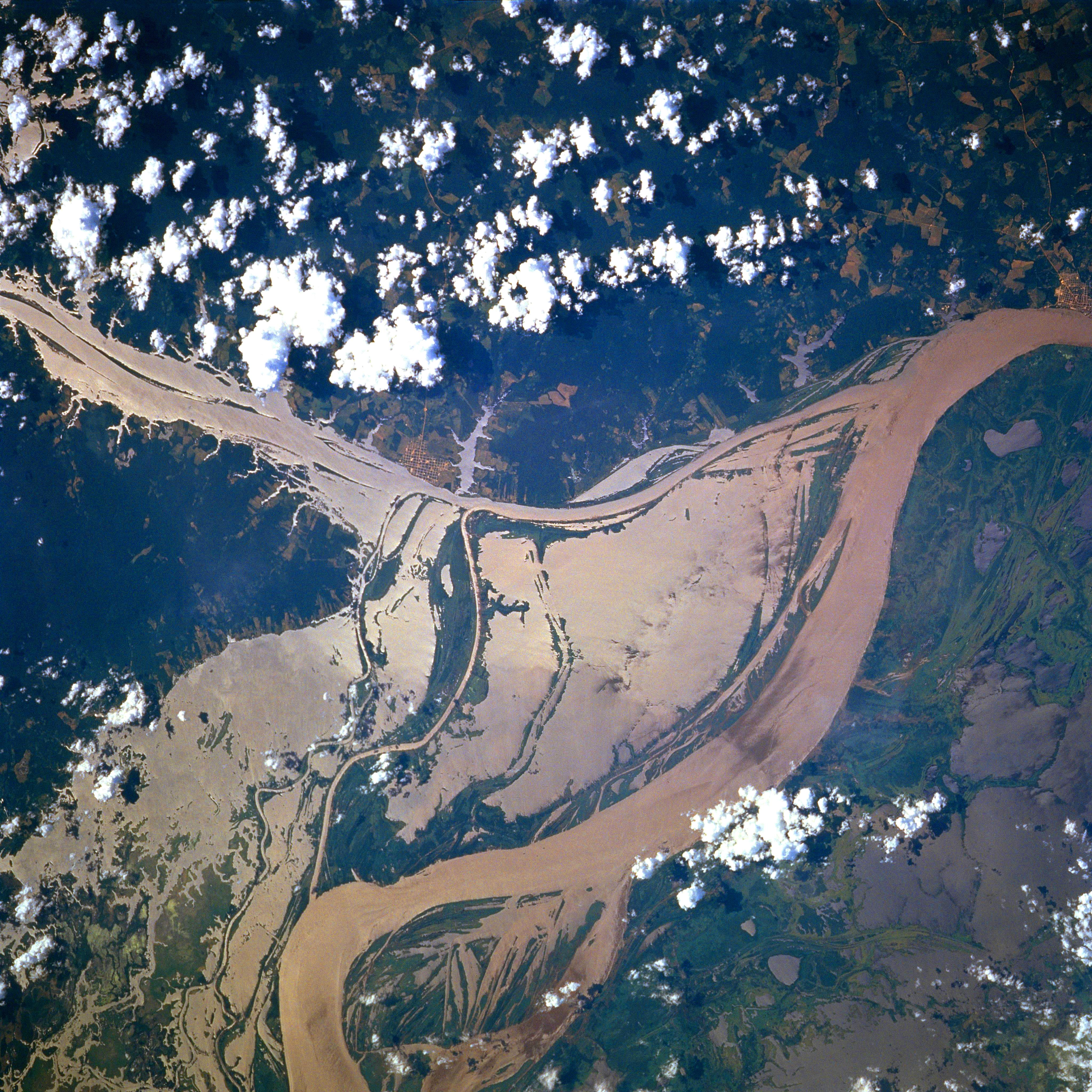
Imatge de satèl·lit (NASA) d'un tram desbordat.

## Rius més llargs del sistema
| Nom              | País                          | Longitud km | Tributari del    |
| ---------------- | ----------------------------- | ----------- | ---------------- |
| Amazones         | Colòmbia / Brasil / Perú      | 7.020       |                  |
| Purus            | Perú / Brasil                 | 3.379       | Amazones         |
| Madeira o Madera | Bolívia / Brasil              | 3.239       | Amazones         |
| Yapura           | Colòmbia / Brasil             | 2.820       | Amazones         |
| Tocantins        | Brasil                        | 2.750       | n/d              |
| Araguaia         | Brasil                        | 2.575       | Tocantins        |
| Juruá            | Perú / Brasil                 | 2.410       | n/d              |
| Negro            | Colòmbia / Veneçuela / Brasil | 2.250       | Amazones         |
| Xingu            | Brasil                        | 2.100       | n/d              |
| Mamoré           | Bolívia / Brasil              | 2.000       | Madeira / Madera |
| Tapajós          | Brasil                        | 1.900       | n/d              |
| Putumayo         | Colòmbia / Perú               | 1.575       | n/d              |
| Guaporé o Itenez | Bolívia / Brasil              | 1.530       | Madeira / Madera |
| Itonomas         | Bolívia                       | 1.493       | Iténez           |
| Grande           | Bolívia                       | 1.438       | Mamoré           |
| Marañón          | Perú                          | 1.415       | n/d              |
| Iriri            | Brasil                        | 1.300       | Xingu            |
| Juruena          | Brasil                        | 1.240       | Tapajós          |
| Madre de Dios    | Perú / Bolívia                | 1.150       | Beni             |
| Beni             | Bolívia                       | 1.130       | Madeira / Madera |